# Exafroplacentalia
Los exafroplacentalios (Exafroplacentalia, «ex afro» y «placentalia») son una división de los Placentalia que incluiría los subgrupos Xenarthra y Boreoeutheria. Se cree que hace aproximadamente 105 millones de años tuvo lugar la separación entre los Xenarthra y los Boreoeutheria.

## Clasificación
- Exafroplacentalia
  - Superorden Xenarthra
    - Orden Cingulata
    - Orden Pilosa

  - Magnorden Boreoeutheria
    - Superorden Euarchontoglires
      - Granorden Glires
        - Orden Anagaloidea †
        - Orden Arctostylopida †
        - Clado Gliriformes
          - Orden Lagomorpha
          - Orden Rodentia

      - Granorden Euarchonta
        - Orden Scandentia
        - Clado Primatomorpha
          - Orden Dermoptera
          - Orden Primates
          - Orden Plesiadapiformes †

    - Superorden Laurasiatheria
      - Orden Eulipotyphla
      - Granorden Scrotifera
        - Orden Chiroptera
        - Clado Fereuungulata
          - Subclado Ferae
            - Orden Carnivora
            - Orden Pholidota
            - Orden Cimolesta†
            - Orden Creodonta†

          - Subclado Euungulata
            - Orden Condylarthra†
            - Subclado Paraxonia
              - Orden Artiodactyla/Cetartiodactyla
              - Orden Mesonychia†

            - Subclado Mesaxonia
            - Orden Perissodactyla
            - Orden Dinocerata†
            - Subclado Meridiungulata†
              - Orden Xenungulata†
              - Orden Astrapotheria†
              - Orden Notoungulata†
              - Orden Litopterna†
              - Orden Pyrotheria†

## Cladograma
|               | Xenarthra                                                           |
|               |                                                                     |
| Boreoeutheria | \| \| Laurasiatheria \| \| \| \| \| \| Euarchontoglires \| \| \| \| |
|               | \| \| Laurasiatheria \| \| \| \| \| \| Euarchontoglires \| \| \| \| |
|               | Laurasiatheria                                                      |
|               |                                                                     |
|               | Euarchontoglires                                                    |
|               |                                                                     |

|  | Laurasiatheria   |
|  |                  |
|  | Euarchontoglires |
|  |                  |

|               | Xenarthra                                                           |
|               |                                                                     |
| Boreoeutheria | \| \| Laurasiatheria \| \| \| \| \| \| Euarchontoglires \| \| \| \| |
|               | \| \| Laurasiatheria \| \| \| \| \| \| Euarchontoglires \| \| \| \| |
|               | Laurasiatheria                                                      |
|               |                                                                     |
|               | Euarchontoglires                                                    |
|               |                                                                     |

|  | Laurasiatheria   |
|  |                  |
|  | Euarchontoglires |
|  |                  |